# Teleperformance
Teleperformance SE (TP)  es una empresa multinacional fundada en 1978 con sede en Francia. La empresa se enfoca en ser un socio de tercerización y brinda servicios relacionados con el cobro de deudas, telemercadeo, administración de relaciones con los clientes, moderación de contenido y comunicación.
Sus servicios se operan en más de 300 idiomas y dialectos en nombre de empresas en diversas industrias.

## Historia

### Expansión
Daniel Julien creó Teleperformance en París en junio de 1978. En 1986, Teleperformance estableció sus primeras filiales internacionales en Bélgica e Italia. Dos años más tarde, Teleperformance lanzó filiales en otros mercados europeos: España, Alemania, Suecia y Reino Unido. En 1989, Daniel Julien y Jacques Berrebi unieron sus fuerzas al frente de Rochefortaise Communication, la empresa matriz de Teleperformance International que cotiza en la Bolsa de Valores de París. Diez años después, Rochefortaise Communication y Teleperformance International se fusionaron para formar SR. Teleactuación. Esta empresa se convirtió en Teleperformance en 2006.
En 1992, se estableció Teleperformance USA, comenzando sus operaciones de centro de contacto en los Estados Unidos. En 1996, se desarrollaron los centros de contacto de Asia-Pacífico, con operaciones establecidas en Filipinas y Singapur. El Grupo se expandió significativamente en Europa a través de numerosas adquisiciones y nuevas empresas en Suiza, Noruega, Dinamarca, Grecia, España, los Países Bajos y Finlandia. Desde 1998 hasta 2002, la red de Teleperformance se expandió por todo el continente americano, hasta Argentina, Brasil, y México.
En 2006 Teleperformance USA compró el centro de atención telefónica de 400 empleados de AOL en Ogden, Utah. Esta compra fue el centro de llamadas número 23 que la empresa compró hasta ese momento.
En 2007, Teleperformance adquirió una participación del 100 % en Twenty4help, el líder europeo en soporte técnico; AllianceOne, una de las principales empresas de gestión de cuentas por cobrar de EE. UU. En 2008, las operaciones y la estrategia del grupo fueron centralizadas para la gestión bajo la responsabilidad de Daniel Julien y Jacques Berrebi. Teleperformance adquirió The Answer Group.
En 2008, se presentó una demanda colectiva contra Teleperformance USA, con sede en Salt Lake City, en busca de salarios no pagados para los empleados, alegando una violación de la Ley de normas laborales justas. El 19 de mayo de 2010, se llegó a un acuerdo por aproximadamente $2 millones a pagar a 15.862 trabajadores en 10 estados de EE. UU.
En 2010, Teleperformance adquirió el centro de llamadas de outsourcing escocés 'beCogent' por 35 millones de libras esterlinas. que cesó sus operaciones en diciembre de 2021 principalmente debido al impacto del virus COVID-19 y los empleados que trabajan desde casa. En 2013, Teleperformance tenía seis centros de contacto en Túnez. En 2013, Teleperformance adquirió el control total de TLS Contact. En 2014, Teleperformance adquirió Aegis USA Inc., una importante empresa de tercerización y tecnología en los Estados Unidos, Filipinas y Costa Rica. La transacción fue aprobada por las autoridades reguladoras. De 2014 a 2016, Teleperformance creó y/o abrió quince nuevos centros en todo el mundo. Estos incluyeron centros en los Estados Unidos, Canadá, el Reino Unido, Indonesia, China, Filipinas, Guyana, Portugal, Colombia, Surinam, Dubái, Albania, Egipto, Australia y Lituania. En enero de 2019, Teleperformance anunció su segundo local en El Cairo. En marzo de 2015, la empresa anunció la apertura de una nueva instalación costa afuera en Paramaribo, Surinam. El centro de contacto multicanal ofrece asistencia a los clientes del Benelux en holandés.
En mayo de 2016, Teleperformance anunció la apertura de un centro de contacto en Australia. El centro tiene 300 estaciones de trabajo y está ubicado en Burwood, Victoria, a unos 16 kilómetros de Melbourne. La empresa anunció en julio de 2016 sus planes de expandirse a Bristol, Tennessee en los Estados Unidos, creando 500 puestos de trabajo en los próximos cinco años.
En agosto de 2016, Teleperformance compró LanguageLine Solutions LLC, con sede en California, por $1520 millones a una firma de capital privado con sede en EE. UU., Abry Partners.
Jacques Berrebi anunció sus planes de jubilarse en enero de 2008. Terminó todas sus funciones operativas el 5 de enero de 2009.

## Gobernancia

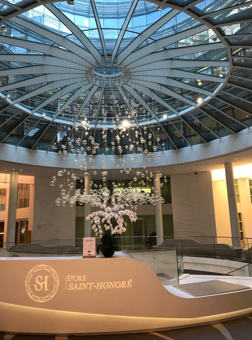
Oficinas de Teleperformance en Francia (sede central)

En 2012, Jacques Berrebi, cofundador con Daniel Julien de Teleperformance Group, se jubiló a la edad de 70 años.
Paulo César Salles Vasques fue anunciado como el nuevo presidente ejecutivo del grupo y Daniel Julien permaneció como presidente del directorio.
En octubre de 2017, luego de la renuncia de Paulo César Salles Vasques, Daniel Julien, quien permanece como presidente ejecutivo del directorio, también fue designado por el directorio como director ejecutivo del grupo.
En junio de 2023, Bhupender Singh fue nombrado director ejecutivo adjunto de Teleperformance Group.

## Controversias
Un grupo de sindicatos presentó una denuncia que documenta condiciones de trabajo inseguras, control, vigilancia, represión sindical y represalias contra empleados en diez países en abril de 2020. Trabajadores en Filipinas, incluidos los que apoyan a Amazon. El contrato de Ring se vieron obligados a dormir en sus espacios de trabajo y no pudieron cumplir con los requisitos de distanciamiento social durante COVID-19. El Financial Times pudo verificar esto con videos y fotos, incluso en una oficina de Cebú. Después de que se hicieran públicas las condiciones de trabajo, la empresa prometió hacer mejoras, pero NBC News informó después de seis meses que la empresa brindaba un servicio de transporte intermitente, no desinfectaba adecuadamente los espacios de trabajo y enviaba a los trabajadores a casa sin paga si estaban en cuarentena.
Si bien Amazon requería que los contratistas de soporte estuvieran en el sitio, el contrato de Netflix con Teleperformance permitía a los empleados trabajar desde casa.
En Colombia, el sindicato Utraclaro, parte de UNI Global Union, ha organizado a los empleados de Teleperformance, incluidos los moderadores. En 2021, luego de que el sindicato presentara sus demandas para que la empresa protegiera la libertad sindical, Teleperformance presentó una demanda contra el sindicato en un juzgado laboral. En noviembre de 2022, el Ministerio de Trabajo de Colombia abrió una investigación a la empresa. Después de la investigación, las acciones de la empresa cayeron un 34%. En abril de 2023, la empresa firmó un acuerdo para permitir la sindicalización de los trabajadores en Colombia.

### Cultura corporativa
Teleperformance ha sido criticada repetidamente por violaciones a la privacidad, vigilancia y condiciones de trabajo extremadamente estresantes para sus trabajadores.

### Moderación de contenido
Teleperformance emplea moderadores de contenido para plataformas que incluyen TikTok. Su sucursal y programa de moderación "Confianza y seguridad" se lanzaron en 2019. Después de que una investigación de Forbes informara que la empresa retuvo material con abuso sexual infantil, Teleperformance y TikTok fueron criticados por el Comité de Comercio del Senado de los Estados Unidos y por los accionistas. En noviembre de 2022, la empresa anunció que abandonaría "la parte sumamente atroz del negocio de la confianza y la seguridad". Sin embargo, revocó su decisión en marzo de 2023.